# ジャパン・カッツ
ジャパン・カッツ（Japan Cuts）は、アメリカのマンハッタンにあるジャパン・ソサエティーで行われる日本映画の映画祭である。

## 概要
2007年から毎年7月ごろに開催されており、映画の上映のほか、出演する日本の映画監督や俳優をゲストとして招いた座談会や舞台挨拶なども行なわれている。また、映画祭と合わせてカット・アバブ賞 (Cut Above for Outstanding Performance in Film) を送っている。
第14回を迎える2020年7月、大林宣彦の名を冠した“大林賞（Obayashi Prize）”が新設される。「大林賞」は、若手監督の自主制作による長編作品を7作品上映する「ネクストジェネレーション・コンペティション部門」（NEXT GENERATION）のなかから、審査員が選出した最も優れた1本に贈られる。総合的な観点から、最も将来性と才能を発揮している若手の映像作家の活動を後押しすることを目的としている。
2024年現在のキュレーターは、北米最大級のコスプレイベント「アニメNYC」などを主宰していたピーター・タタラ。